# برونو فری
برونو فری (انگلیسی: Bruno Ferry؛ زادهٔ ۶ مهٔ ۱۹۶۷) بازیکن فوتبال اهل فرانسه است.
از باشگاه‌هایی که در آن بازی کرده‌است می‌توان به باشگاه فوتبال پاریس اف سی اشاره کرد.